# Хопкинс, Бернард
Берна́рд Ха́мфри Хо́пкинс-младший (англ. Bernard Humphrey Hopkins Jr.; 15 января 1965, Филадельфия, Пенсильвания, США) — американский боксёр-профессионал, выступавший в средней и полутяжёлой весовых категориях.
Абсолютный чемпион мира. Чемпион мира в средней (версия IBF, 1994—2005; версия WBC, 2001—2005; версия WBA, 2001—2005; версия WBO, 2004—2005) и полутяжелой (версия IBO, 2006; версия WBC, 2011—2012; версия IBF, 2013—2014.; версия WBA super, 2014) весовых категориях. Победил 27 боксёров за титул чемпиона мира.
«Боксёр года» по версии журнала «Ринг» (2001). Лучший боксёр вне зависимости от весовой категории по версии журнала «Ринг» (2002, 2004).
Первый в истории боксер, ставший чемпионом мира по 4 основным версиям, а также по версии журнала «Ринг». Трижды самый возрастной чемпион мира за всю историю, завоевавший титул по одной из основных версий в возрасте 46, 47 и 49 лет. В возрасте 49 лет объединил два чемпионских титула.

## Ранние годы
Бернард Хопкинс начал вести преступную жизнь с ранних лет. В 13 лет он участвовал в нападении на людей и уже имел три ножевых ранения. В 17 лет, за совершение девяти преступлений был приговорён к 18 годам тюрьмы. В 1988 году, после почти пяти лет заключения, Бернард был выпущен на свободу. Принял ислам и поклялся «завязать» с криминалом. В качестве способа был выбран бокс.

## Профессиональная карьера
Дебютировал в октябре 1988 года в полутяжелой весовой категории. В 1-м же бою проиграл Клинтону Митчеллу. После этого на полтора года покинул бокс.

### Второй средний вес
В феврале 1990 года Хопкинс, спустившись во 2-й средний вес, вернулся на ринг.
В январе 1992 года состоялся бой между Бернардом Хопкинсом и бывшим претендентом на титул чемпиона мира в среднем весе Деннисом Милтоном. В середине 1-го раунда Хопкинс провёл правый хук в голову. Милтон опустился на колено. Бой проходил с обилием клинчей под свист и гул зрителей. В перерыве между 4-м и 5-м раундам угол Милтона остановил бой. Хопкинс победил техническим нокаутом.
В апреле 1992 года Хопкинс вышел на ринг против Рэнди Смита. Он доминировал весь бой. По окончании боя все судьи поставили одинаковый счёт 100—90 в пользу Хопкинса.
В феврале 1993 года Хопкинс вышел на ринг против Гилберта Бэптиста. Бой проходил с преимуществом Хопкинса, который больше двигался, чаще и точнее бил. По итогам 12-ти раундов ему присудили победу единогласным решением.

#### Бой против Роя Джонса I

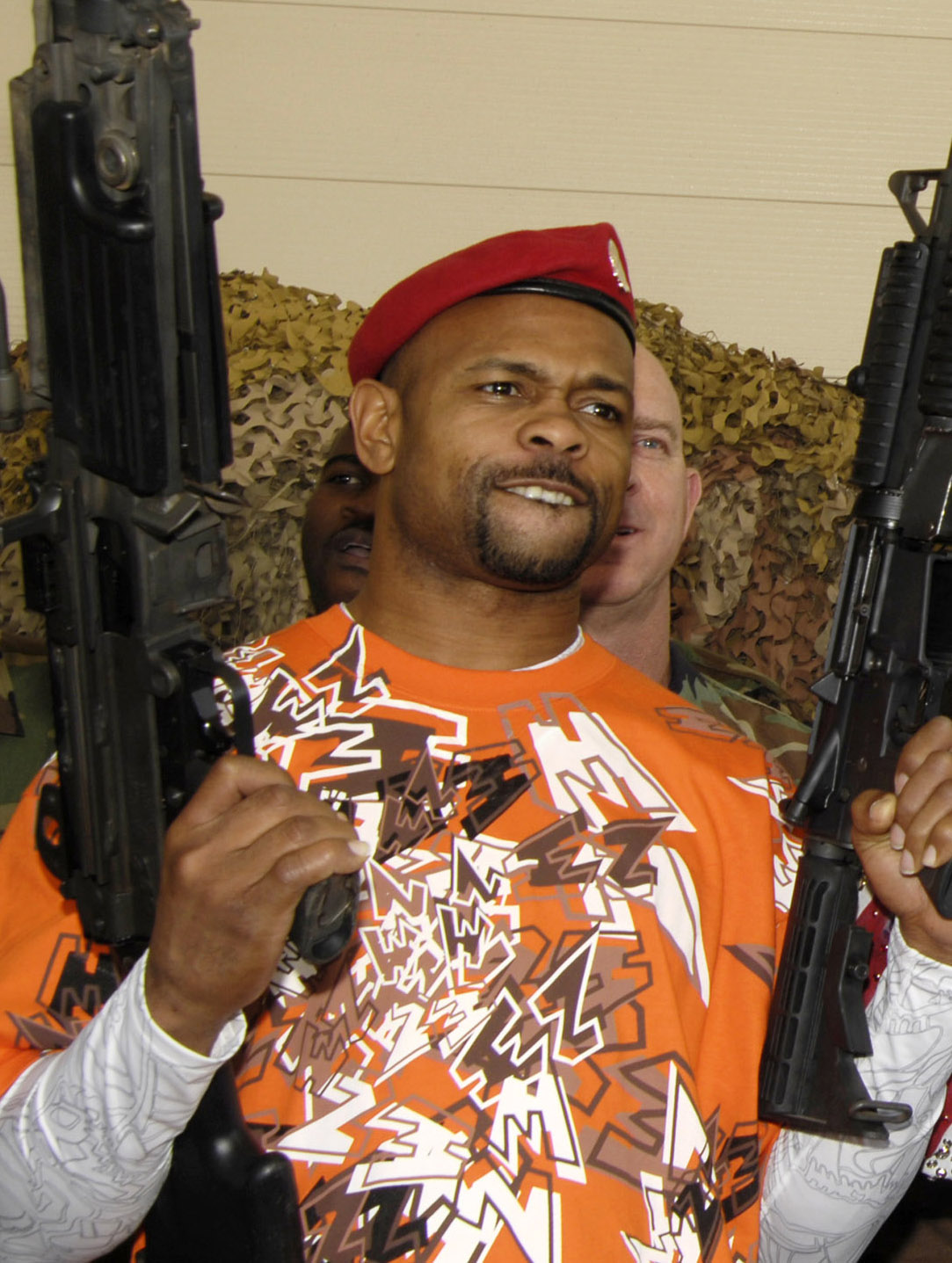
Рой Джонс

В мае 1993 года состоялся бой за вакантный титул в среднем весе по версии IBF между Бернардом Хопкинсом и непобеждённым Роем Джонсом. За счёт превосходства в скорости Джонс выбрасывал точные удары, на которые противник не успевал ответить. По итогам 12-ти раундов все судьи отдали победу Рою Джонсу с одинаковым счётом 116—112. Судья телеканала HBO Харольд Ледерман счёл, что Джонс победил с большим преимуществом 118—110. На тот момент оба боксёра ещё не получили статус звёзд, поэтому бой прошёл в андеркарте поединка Риддик Боу — Джесси Фергюсон.
В августе 1993 года Хопкинс вышел на ринг против Роя Ричи. В конце 7-го раунда Хопкинс прижал противника к канатам, и начал бомбить кроссами и хуками. Ричи не отвечал на них, пропустив значительную часть ударов в голову. Видя односторонне избиение, рефери Ричард Стил остановил бой. Публика недовольно загудела. Ричи также был не согласен с решением рефери.
В ноябре 1993 года Хопкинс встретился с Уэнделлом Холлом. В середине 2-го раунда он провёл двойку в челюсть. Холл рухнул на канвас, но сразу же встал. Хопкинс не смог сразу развить успех. В третьем раунде во время размена из угла Холла выбросили белое полотенце. Рефери поднял его и бросил в сторону. В это время Хопкинс провёл ещё один левый хук. Холл опустился на пол. Он поднялся. Рефери начал отсчитывать ему нокдаун. В это время тренер Холла сигнализировал рефери об остановке боя.

#### Завоевание чемпионского титула по версии IBF
В декабре 1994 года Хопкинс предпринял 2-ю попытку завоевать титул. На этот раз он отправился в Эквадор против местного бойца Сегундо Меркадо. В конце 5-го раунде Меркадо провёл точный правый хук в челюсть. Хопкинс дрогнул. Эквадорец подтолкнул его. Американец упал на канвас. Рефери начал отсчитывать нокдаун. Недовольный решением рефери, Хопкинс поднялся. Эквадорец не смог добить противника до конца раунда. В конце 9-го раунда боксёры зашли в угол, где Меркадо провёл левый апперкот в челюсть противника. Хопкинс дрогнул. Меркадо провёл правый хук в голову, а затем левый туда же. Последний удар был больше похож на толчок. Хопкинс упал между канатов. Он вновь был недоволен тем, что рефери открыл счёт. В оставшееся время до конца раунда Меркадо безуспешно пытался добить противника, но Хопкинс вязал его в клинчах. По итогам 12-ти раундов мнения судей разделись — была зафиксирована ничья. Зал решение освистал.
В апреле 1995 года состоялся реванш между Бернардом Хопкинсом и Сегундо Меркадо. На этот раз Меркадо пожаловал в гости в США к Хопкинсу. Американец доминировал весь бой. Он часто пробивал точные удары, в то же время эквадорец часто мазал. В начале 7-го раунда Хопкинс провёл двойку в челюсть. Эквадорец дрогнул и вошёл в клинч. Рефери разнял их. Хопкинс провёл левый хук в челюсть и на ближней дистанции провёл серию ударов в корпус. Меркадо вновь заклинчевал противника. Рефери с трудом разнял их, и видя, что эквадорец в неадекватном состоянии, прекратил бой. Меркадо удивлённо развёл руки.
В январе 1996 года состоялся бой между Бернардом Хопкинсом и Стивом Фрэнком. Фрэнк в последний момент заменил Джо Липси, который не смог выйти на ринг. Хопкинс первым же ударом попал прямо в цель — он выбросил правый хук в челюсть. Противника повело. Хопкинс выбросил два коротких левых хука в голову, а затем добавил ещё правый. Фрэнк рухнул на канвас. Он еле встал на счёт 10. Рефери посмотрел на него и прекратил бой. Хопкинс подошёл к противнику, и недовольно посмотрев на него, отошёл в свой угол. Это был самый быстрый нокаут в истории IBF.

##### Бой против Глена Джонсона

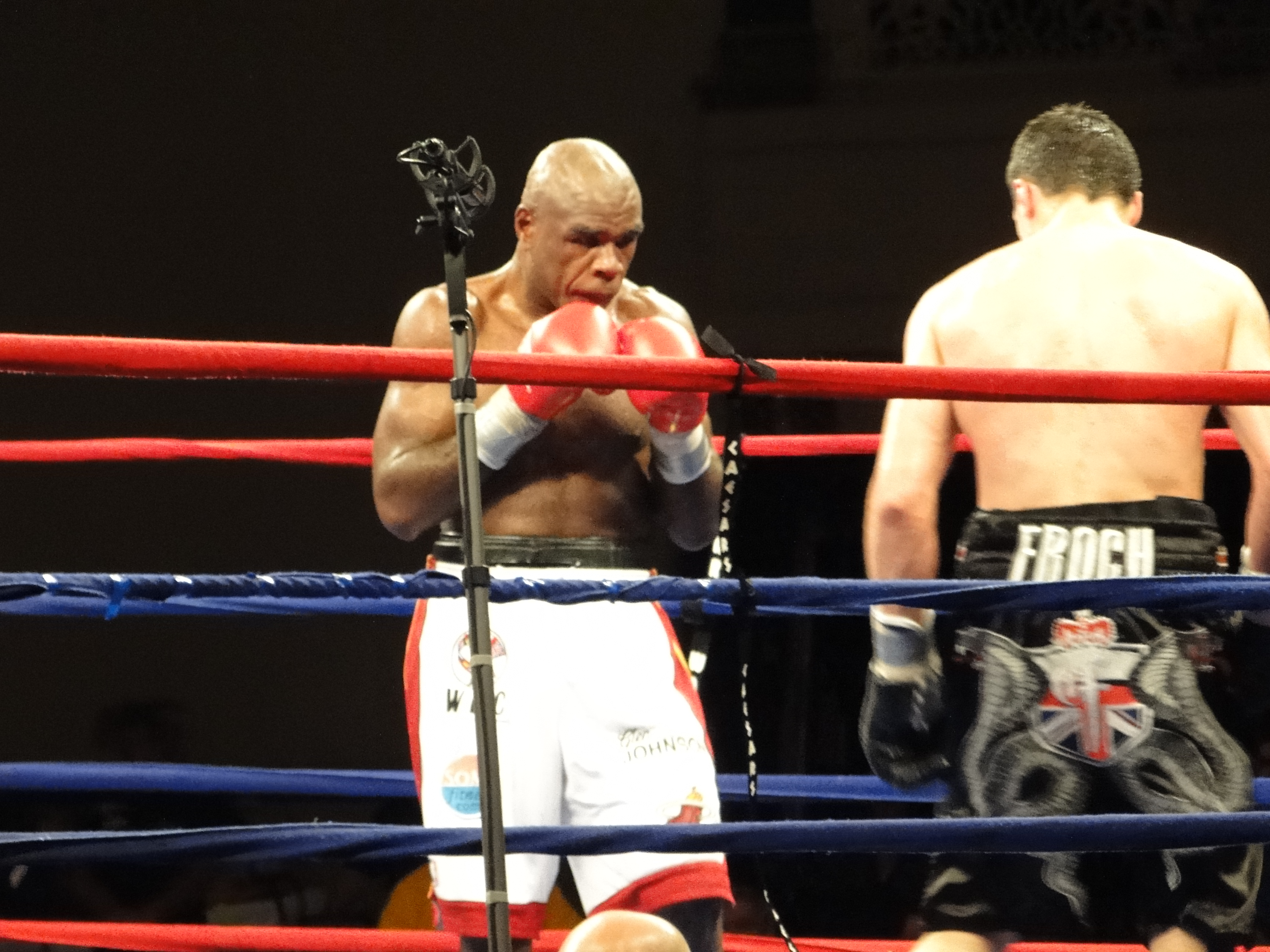
Глен Джонсон (слева)

В июле 1997 года состоялся бой между Бернардом Хопкинсом и непобеждённым Гленом Джонсоном. Хопкинс доминировал весь бой. Джонсон выглядел скованным, и не форсировал события. В середине 11-го раунда Хопкинс провёл несколько двоек в голову противника. Рефери, видя, что Джонсон не отвечает, вмешался и прекратил бой. Претендент не был доволен остановкой боя.

##### Бои против Роберта Аллена
В августе 1998 года Бернард Хопкинс вышел на ринг против Роберта Аллена. В конце 4-го раунда боксёры сошлись в клинче. Рефери Миллс Лейн, вклинившись между ними, оттолкнул их друг от друга. Хопкинс, не удержавшись, вылетел за пределы ринга. Он не смог подняться, травмировав правую ногу. Бой был признан несостоявшимся.
В феврале 1999 года состоялся 2-й бой между Бернардом Хопкинсом и Робертом Алленом. В начале 2-го раунда Хопкинс провёл правый хук в подбородок противника. Аллен упал на пол, но сразу же поднялся. Хопкинс не смог добить противника. В начале 4-го раунда Хопкинс провёл правый апперкот в пах. Аллен рухнул на пол. Рефери дал ему передышку. В середине 4-го раунда чемпион прижал противника к канатам, и вновь провёл правый апперкот ниже пояса. Аллен вновь рухнул на канвас. Рефери дал ему время на восстановление. В конце 4-го раунда боксёры сошлись в клинче. Рефери дал команду «стоп» и начал их разнимать. В это время Аллен выбросил правый апперкот в челюсть. Хопкинс отпрянул назад. Рефери сделал замечание претенденту. В самом конце 4-го раунда боксёры вновь сошлись в клинче. Рефери начал их разнимать, и в это время прозвучал гонг. Хопкинс, увлёкшись, провёл правый апперкот в подбородок. Аллен рухнул на канвас. Рефери сказал ему, чтобы он поднимался. Претендент пролежал на ринге несколько секунд, но потом встал и пошёл в свой угол. В конце 6-го раунда Хопкинс загнал противника в угол и начал бомбить. Аллен не отвечал. Чемпион пробил правый кросс в голову. Претендент упал, но сразу же встал. В середине 7-го раунда Хопкинс провёл несколько двоек в челюсть. Аллен зашатался. Чемпион прижал его к канатам и начал бомбить ударами. Аллен периодически отвечал. Аллен смог отойти от канатов, но Хопкинс его догнал и провёл правый хук в голову, и тот же удар в корпус. Рефери вмешался и прекратил бой, хотя Аллен сразу же попытался провести ответный удар. Претендент с решением рефери не спорил.

#### Объединительный бой с Китом Холмсом
В апреле 2001 года состоялся объединительный бой в среднем весе — между чемпионом IBF Бернардом Хопкинсом и чемпионом WBC Китом Холмсом. В конце 5-го раунда Хопкинс провёл левый хук ниже пояса. Рефери дал передышку Холмсу. По итогам 12-ти раундов судьи единогласным решением отдали победу обладателю пояса IBF.

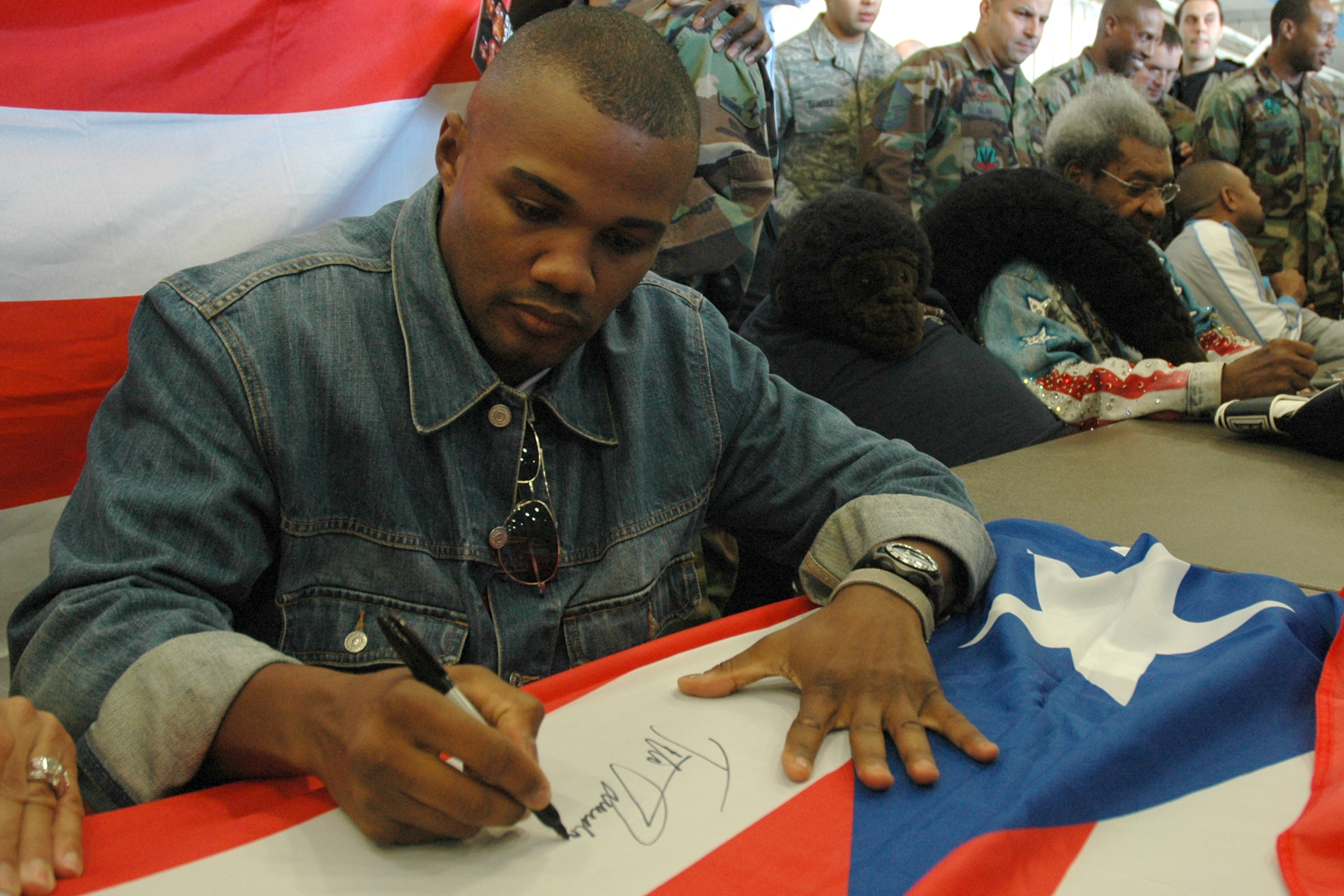
Феликс Тринидад

#### Объединительный бой с Феликсом Тринидадом
В сентябре 2001 года состоялся бой за звание абсолютного чемпиона мира в среднем весе между Бернардом Хопкинсом и Феликсом Тринидадом. Хопкинс доминировал в бою. В последних раундах Тринидад стал много пропускать. В 12-м раунде Хопкинс, попав правым хуком точно в челюсть пуэрториканца, послал его в нокдаун. Тринидад еле встал на счет 9. У рефери Стива Смогера были сомнения продолжать ли бой. Однако на ринг вышел тренер Тринидада, и рефери остановил бой.
В феврале 2002 года Хопкинс вышел на ринг против Карла Дэниелса. Хопкинс доминировал весь бой. В перерыве между 10-м и 11-м раундам угол Дэниелса снял своего боксёра с боя. Зал решение встретил недовольным гулом.
В марте 2003 года Хопкинс вышел на ринг против француза Моррада Хаккара. 1-й раунд Хаккар под недовольный гул зрителей бегал от противника. Далее француз перестал бегать, ввязавшись в бой. Хопкинс часто бил в цель, в то время как Хаккар постоянно промахивался. В середине 6-го раунда чемпион пробил правый хук в челюсть. Француз покачнулся, но не упал. Хопкинс, выдержав паузу, бросился добивать его. Хаккар, видя опасность, сам опустился на колено. Он встал на счёт 9. После возобновления боя чемпион не смог добить претендента. Между 8-м и 9-м раундами угол Хаккара остановил бой.

##### Бой против Уильяма Джоппи
В декабре 2003 года состоялся бой между Бернардом Хопкинсом и Уильямом Джоппи. Хопкинс доминировал в бою. По окончании 12-ти раундов все судьи с большим преимуществом отдали победу абсолютному чемпиону.

##### Бой против Роберта Аллена III
В июне 2004 года Хопкинс в 3-й раз вышел на ринг против Роберта Аллена. В начале 5-го раунда Аллен провёл левый хук в пах. За это рефери оштрафовал его на очко. В начале 7-го раунда Хопкинс провёл правый кросс в челюсть. Аллен рухнул на канвас. Он поднялся на счёт 5. После возобновления боя Хопкинс бросился добивать претендента. Аллен ушёл в глухую оборону и смог выдержать затяжную атаку. По итогам 12-ти раундов судьи с большим преимуществом отдали победу чемпиону. Поединок проходил в рамках шоу, организованного телеканалом HBO, главным событием которого был бой Оскар Де Ла Хойя — Феликс Штурм..

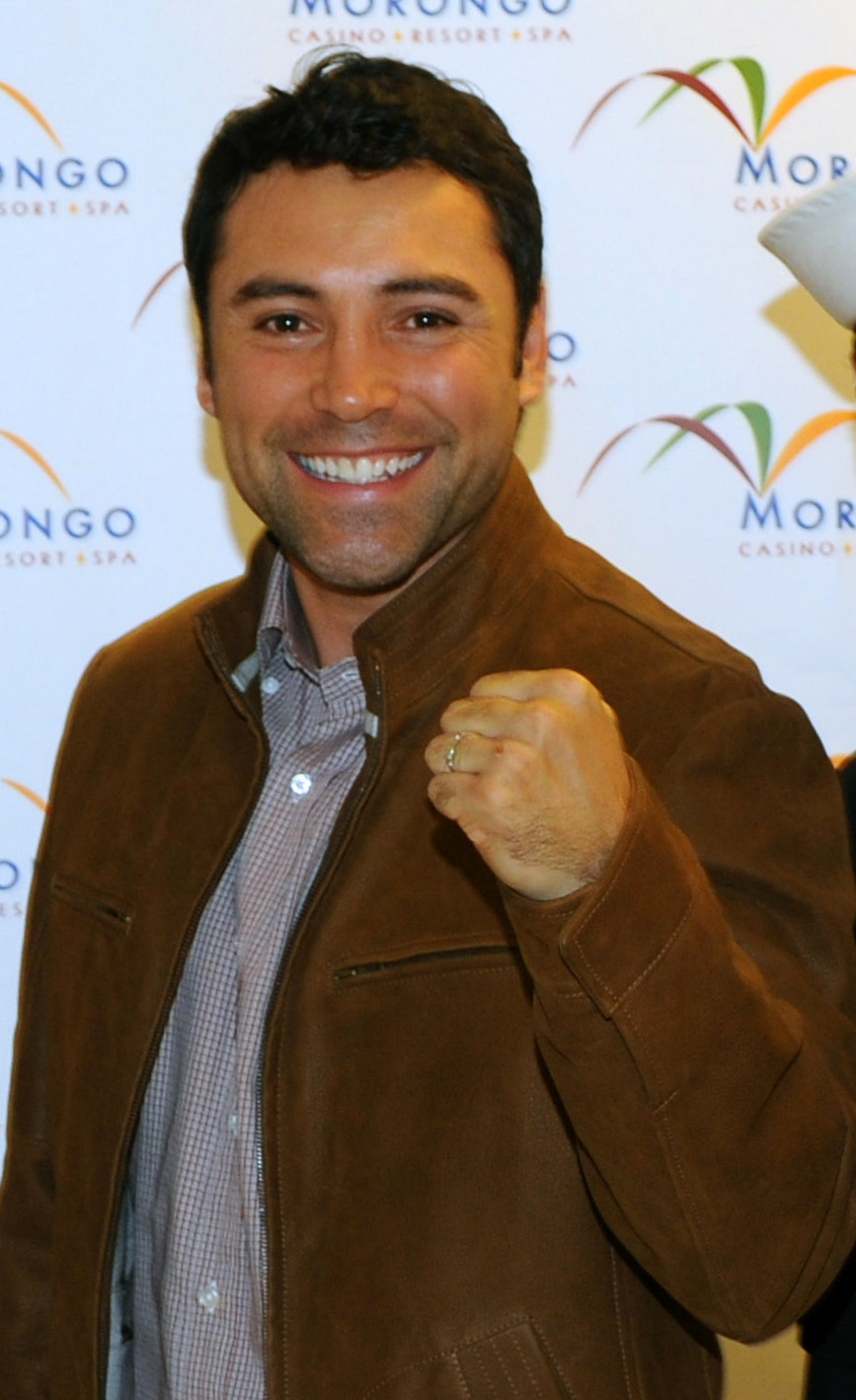
Оскар Де Ла Хойя

#### Объединительный бой с Оскаром Де Ла Хойей
В сентябре 2004 года абсолютный чемпион мира в среднем весе Бернард Хопкинс вышел на ринг против чемпиона мира в среднем весе по версии WBO Оскара Де Ла Хойи. В середине 9-го раунда Хопкинс провёл левый хук в печень. Де Ла Хойя опустился на канвас. Согнувшись от боли, он пролежал на канвасе около минуты. Рефери зафиксировал нокаут. Хопкинс стал первым боксёром, кто завладел всеми четырьмя основными поясами.
В феврале 2005 года Хопкинс вышел на ринг против британца Ховарда Истмана. Хопкинс доминировал весь бой: он превзошёл оппонента в точности ударов, также преуспел в защите. По итогам поединка судьи единогласным решением отдали победу чемпиону.

#### Бой с Джерменом Тейлором I
В июле 2005 года Бернард Хопкинс вышел на бой против непобежденного Джермена Тейлора. Претендент доминировал в начале боя, а чемпион в конце. В равном бою судьи отдали раздельным решением победу Тейлору. Решение было спорным. Эксперты HBO Харольд Ледерман и Ларри Мерчант сочли, что победил претендент. Хопкинс счёл, что победил он. Судья Дуэйн Форд дал последний раунд Тейлору, несмотря на преимущество Хопкинса в нём. Комментатор HBO Джим Лэмпли сказал, что если бы Форд дал победу Хопкинсу в 12-м раунде, то была бы ничья.

#### Бой с Джерменом Тейлором II
В декабре 2005 года состоялся реванш между Бернардом Хопкинсом и Джерменом Тейлором. Тейлор вновь доминировал в начале боя, а Хопкинс — в конце. На этот раз чемпион получил небесспорную победу уже единогласным решением судей. Мнения экспертов HBO разделились — Харольд Ледерман вновь счёл победителем Тейлора, а Ларри Мерчант посчитал, что бой закончился в ничью. Хопкинс счёл, что победил он.

### Полутяжёлый вес

#### Бой с Антонио Тарвером

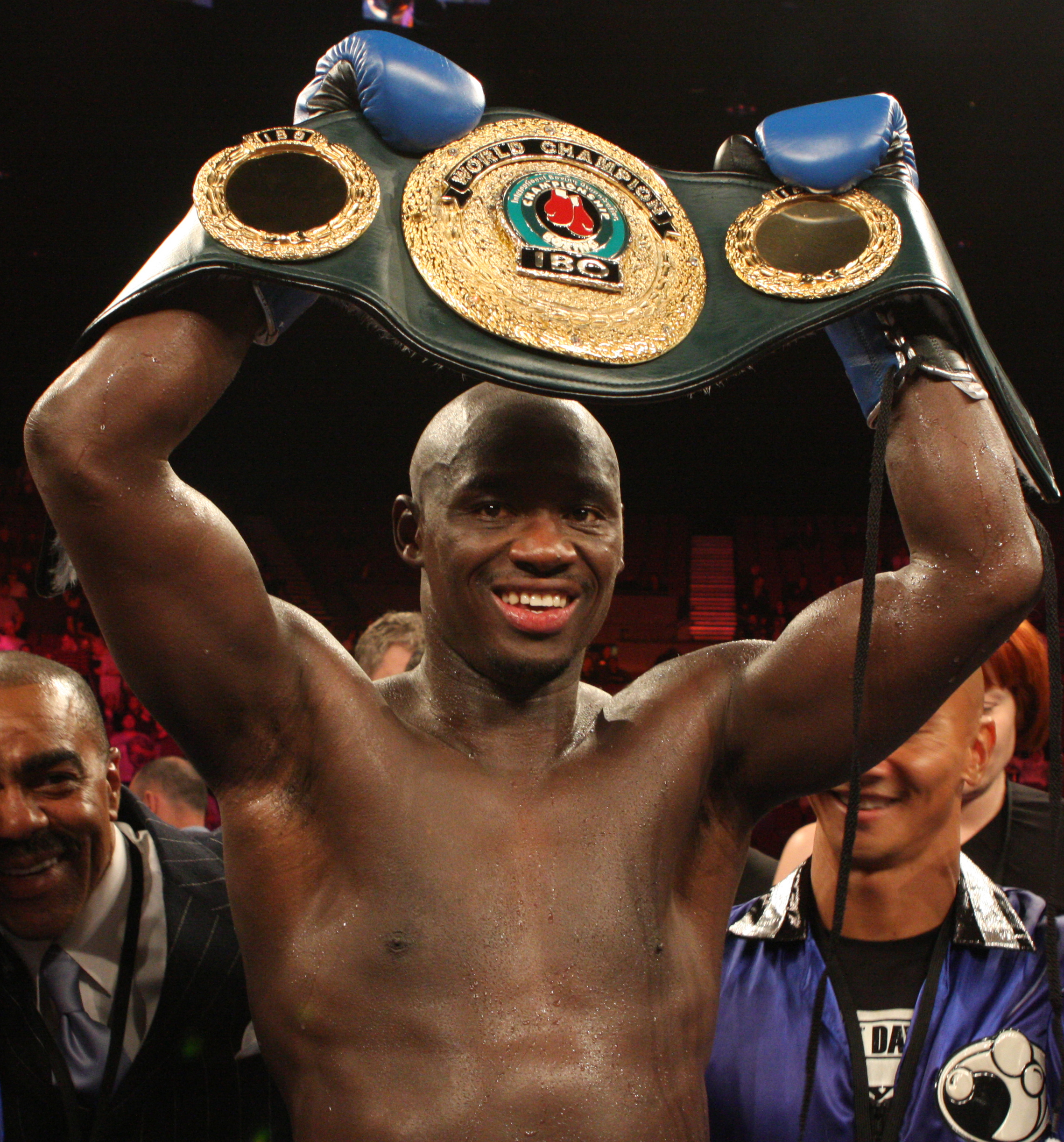
Антонио Тарвер

В июне 2006 года Хопкинс поднялся в полутяжелый вес и встретился Антонио Тарвером. Хопкинс доминировал весь бой. В середине 5-го раунда он провёл встречный правый хук в челюсть противника. Тарвер, пошатнувшись, коснулся левой перчаткой канвас. Рефери отсчитал ему нокдаун. По окончании поединка все судьи с разгромным счётом отдали победу Бернарду Хопкинсу.

#### Бой с Рональдом Райтом
В июле 2007 года Хопкинс вышел на ринг против Рональда «Уинки» Райта. Бой прошёл в промежуточной категории — между 2-м средним весом и полутяжёлым. Поединок был равным. В начале 3-го раунда Хопкинс, оттолкнувшись от канатов, врезался головой в левую бровь противника. У Райта сразу же открылось кровотечение. Рефери приостановил бой и направил Райта к доктору. Врач разрешил продолжить бой. Хопкинс весь бой действовал на грани фола — клинчевал и бодался головой. Рефери делал устные замечания, но ни разу не оштрафовал его. По окончании поединка судьи единогласным решением отдали победу Бернарду Хопкинсу. Неофициальный судья телеканала HBO Харольд Ледерман счёл, что бой закончился вничью.

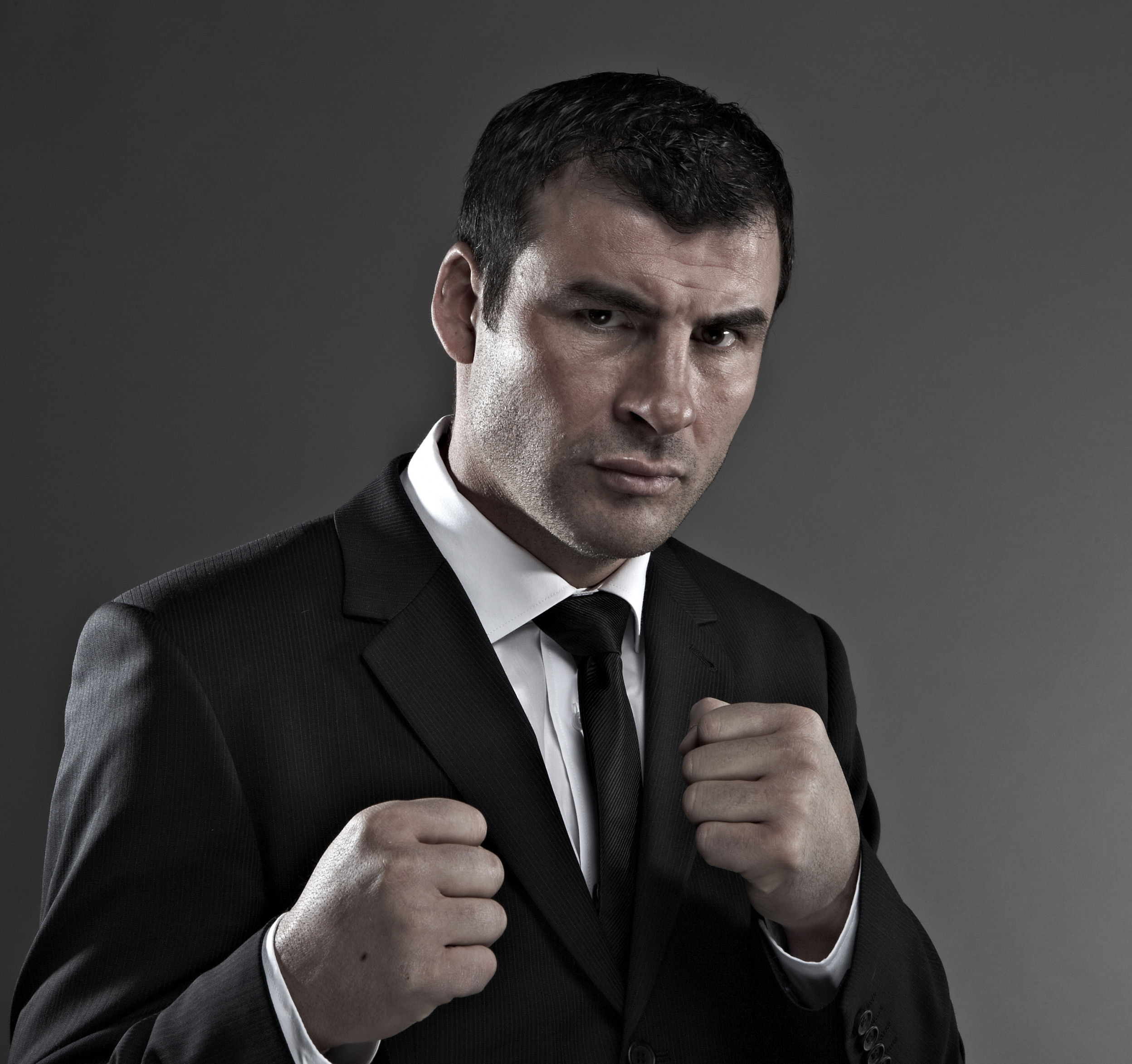
Джо Кальзаге

#### Бой с Джо Кальзаге
В апреле 2008 года состоялся бой между Бернардом Хопкинсом и Джо Кальзаге. В середине 1-го раунда Хопкинс встречным правым кроссом попал в голову валлийца, и тот оказался в нокдауне. Кальзаге сразу же поднялся. Он не был потрясённым, поэтому Хопкинс не бросился добивать его. В близком бою судьи отдали победу раздельным решением британцу. При оглашении оценки в пользу Хопкинса зал недовольно загудел. Другие две оценки зал встретил ликованием.

#### Бой с Келли Павликом
В октябре 2008 года состоялся бой между Бернардом Хопкинсом и Келли Павликом. Бой проходил в промежуточной весовой категории, поэтому на кону не стояли никакие титулы. Хопкинс доминировал весь бой: он чаще бил, и эффективность ударов была выше. В конце 12-го раунда Хопкинс провёл серию ударов в голову. Прозвучал гонг. Хопкинс продолжал атаковать. Рефери вмешался, но боксёры не хотели останавливаться. Разнять их смогли только тренеры.

#### Бой с Роем Джонсом II
В апреле 2010 года состоялся реванш между Бернардом Хопкинсом и Роем Джонсом. Бой проходил в невысоком темпе. Большую часть поединка боксеры стояли друг напротив друга и пытались спровоцировать соперника на атаку. Наиболее запомнившимися действиями в этом бою стали клинчи и фолы. С середины поединка и до самого его конца зрители выражали своё отношение к происходящему в ринге оглушительным свистом. Таким образом, Бернард Хопкинс победил Роя Джонса единогласным решением судей, взяв реванш за поражение 17-летней давности.

#### Бой с Жаном Паскалем

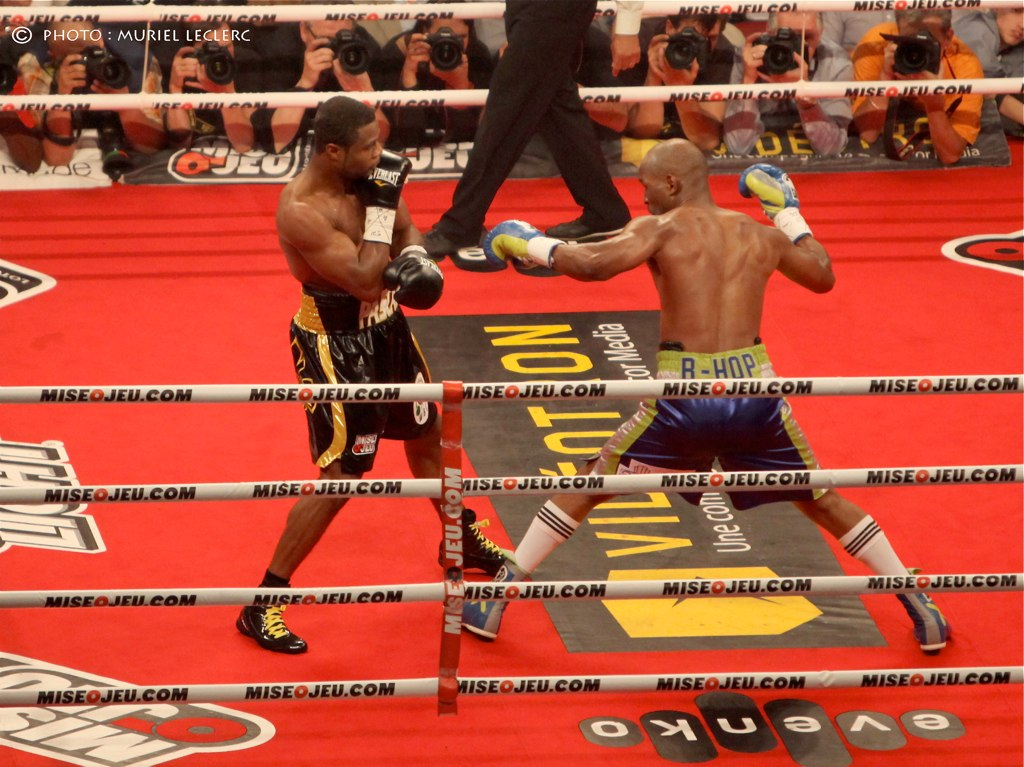
Жан Паскаль и Бернард Хопкинс

В декабре 2010 года Хопкинс встретился с обладателем титулов WBC и IBO в полутяжелом весе — канадцем Жаном Паскалем. На кону также стоял вакантный Диамантовый пояс WBC. В конце 1-го раунда Паскаль смог отправить Хопкинса на пол ударом правой в голову. Агрессивный стиль ведения боя Паскаля снова принес ему плоды в 3-м раунде, когда Хопкинс снова побывал в нокдауне, на этот раз от левого бокового. Однако в 4-м раунде Бернарду удалось выровнять ход встречи в свою пользу. Начиная с 6-го раунда начали сказываться удары Хопкинса по корпусу, и Паскаль заметно снизил обороты. Заключительные трехминутки проходили в открытой конкурентной борьбе, по итогам которой судьи большинством голосов насчитали ничью. В случае победы Хопкинс мог побить рекорд Джорджа Формана и стать самым старым чемпионом мира в истории.

#### Бой с Жаном Паскалем II
В мае 2011 года состоялся реванш между Бернардом Хопкинсом и чемпионом мира в полутяжелом весе по версиям WBC и IBO Жаном Паскалем. В случае победы Хопкинса титул IBO становился вакантным. Как и в первом бою, на кону стоял ещё вакантный Бриллиантовый пояс WBC. Начало поединка прошло в спокойной борьбе, но начиная с 3-го раунда на ринге стало «жарко». Инициатором активных действий был Паскаль, но Хопкинс не принял пассивную сторону, отвечая на каждый выпад соперника. Инициатива переходила из рук в руки, 3-й раунд взял Хопкинс, а 4-й остался за более активным Паскалем. Но начиная с 5-го раунда условия диктовал уже Хопкинс. В какой-то момент даже показалось, что Бернард сломал соперника — настолько безынициативным выглядел Паскаль. Тем не менее, Паскалю удалось «вернуться» в бой, и 8-й раунд остался за ним. Однако финал боя прошёл под диктовку Хопкинса, который уверенно победил по очкам единогласным решением и стал самым возрастным боксером в истории, сумевшим завоевать титул чемпиона мира по одной из основных версий в возрасте 46 лет и 4 месяцев. Предыдущий рекорд принадлежал супертяжеловесу Джорджу Форману, которому удалось завоевать титул в возрасте 45 лет и 9 месяцев.

#### Бой с Чедом Доусоном
В октябре 2011 года Хопкинс вышел на ринг против бывшего чемпиона мира Чеда Доусона. 1-й раунд прошёл с небольшим преимуществом более активного в атаке Доусона, работавшего первым номером, доставшего голову Хопкинса несколькими джебами и отметившегося хорошей трехударной серией у канатов. Во 2-м раунде поединок выровнялся, но только потому, что Хопкинс каждую атаку — соперника или собственную — сводил к клинчу. После одного из таких эпизодов, когда Бернард промахнулся справа по пригнувшемуся Доусону и не медля навалился на него всей массой тела, Доусон резко разогнулся, сбросив Хопкинса с себя. Хопкинс приземлился крайне неудачно, повредив левую руку, и не смог продолжить встречу. Взаимная перепалка команд соперников продолжалась и до, и после вердикта рефери, присудившего победу Доусону техническим нокаутом во 2-м раунде. Результат боя вызвал большое количество споров, так как в этом случае, по мнению многих, бой должен был быть признан несостоявшимся. Неделю спустя после боя комитет WBC вернул Хопкинсу титул, а результат поединка был заменен на техническую ничью.

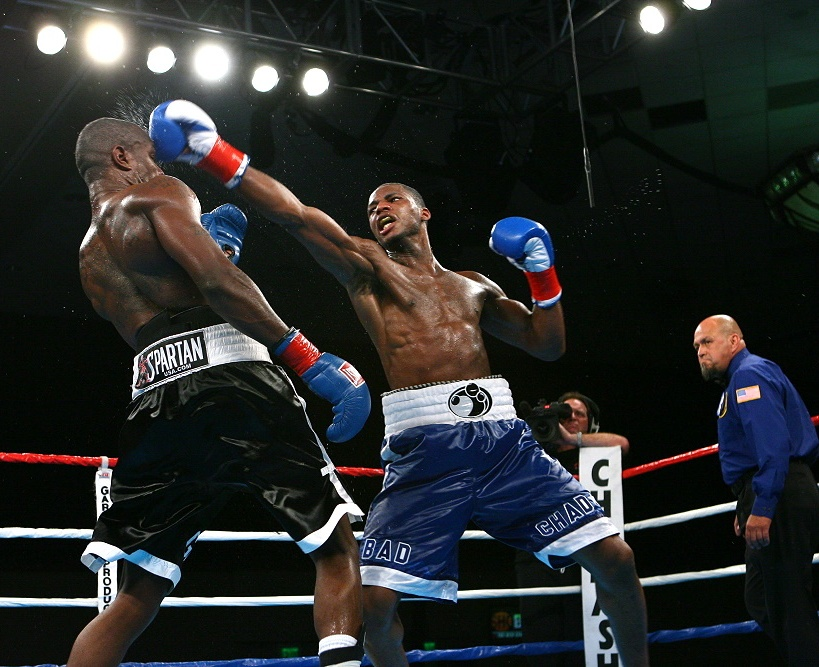
Чэд Доусон (справа)

#### Бой с Чэдом Доусоном II
В апреле 2012 года состоялся реванш Бернарда Хопкинса и Чеда Доусона. Вопреки ожиданиям, преимущество Доусона не оказалось существенным. Хопкинс боксировал в своем фирменном стиле, перемежая резкие наскоки с дистанции и борьбу в клинчах. В большинстве эпизодов на ринге шла равная борьба, иногда Чеду удавалось склонить чашу весов в свою пользу благодаря большей активности. В 4-м раунде после столкновения головами Доусон получил рассечение над левым глазом, а во второй половине боя атаки боксеров все чаще стали оборачиваться клинчами. В концовке боя Хопкинс пошёл на обострение и выровнял ситуацию в ринге, но по итогам 12-раундового противостояния победа большинством голосов судей досталась Доусону: 114—114 и дважды 117—111.

#### Чемпионский бой с Тэворисом Клаудом
В марте 2013 года Хопкинс встретился с обладателем титула IBF в полутяжелом весе Тэворисом Клаудом. На момент боя Бернарду было 48 лет 1 месяц и 25 дней. Однообразная и непостоянная агрессия Клауда не принесла ему желаемого результата. В очередной раз победив возраст, Хопкинс был не только точнее, но и активнее соперника в большинстве раундов, как всегда отменно действуя в защите и своевременно посылая в цель преимущественно несильные удары. Итоговое решение судей — дважды 116—112 и 117—111 в пользу Хопкинса, который в очередной раз завоевал титул чемпиона мира, установив новый возрастной рекорд, превзойдя свой собственный почти 2-летней давности.

#### Бой с Каро Муратом
3апланированный на 13 июля 2013 года бой с Каро Муратом был отменён из-за проблем с оформлением американской визы у Каро Мурата. Бой состоялся 26 октября 2013 года в Атлантик-Сити. Хопкинс победил и стал самым возрастным боксером, сумевшим защитить звание чемпиона мира — 48 лет и 9 месяцев. Предыдущий рекорд принадлежал Джорджу Форману, который защитил титул чемпиона мира в супертяжелом весе в возрасте 46 лет и 3 месяцев.

#### Объединительный бой с Бейбутом Шуменовым

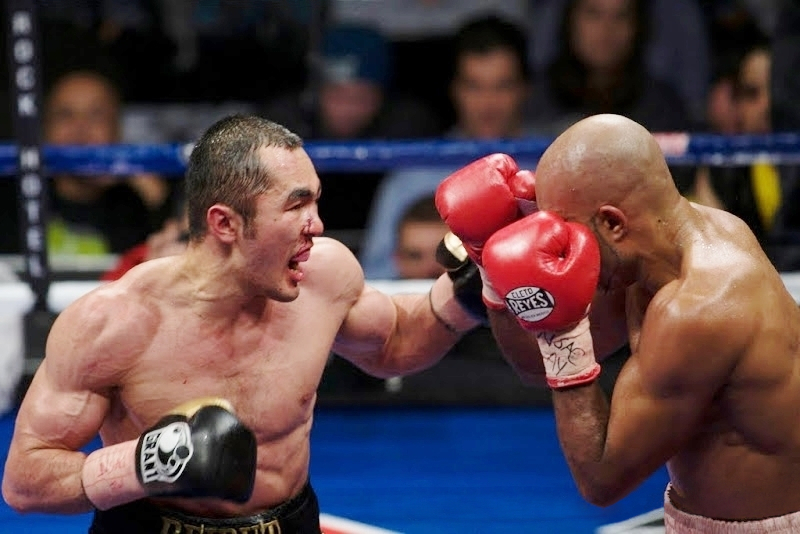
Бейбут Шуменов (слева)

Исполнительный директор Golden Boy Promotions Ричард Шафер сообщил о том, что свой следующий поединок чемпион мира в полутяжёлом весе по версии IBF Бернард Хопкинс, вероятнее всего, проведёт против чемпиона мира WBA Бейбута Шуменова. Об этом Шафер сообщил Хопкинсу 15 января, на его 49-й день рождения. 19 апреля в Вашингтоне (округ Колумбия, США) 49-летний американец Бернард Хопкинс объединил титулы чемпиона мира в полутяжелом весе, добавив к своему титулу по версии IBF ещё и титул по версии WBA (Super), победив раздельным решением судей теперь уже бывшего обладателя титула WBA 30-летнего казахстанца Бейбута Шуменова. Хопкинс полностью контролировал ход всего поединка. В 11 раунде Хопкинс отправил Шуменова в нокдаун. Хопкинс обновил свой же рекорд, подняв планку самого возрастного чемпиона мира, а также установил новый рекорд, став самым возрастным боксером в истории, сумевшим объединить титулы чемпиона мира. Счет: 116—111, 116—111 в пользу Хопкинса, третий судья отдал бой Шуменову — 114—113.

#### Объединительный бой с Сергеем Ковалёвым

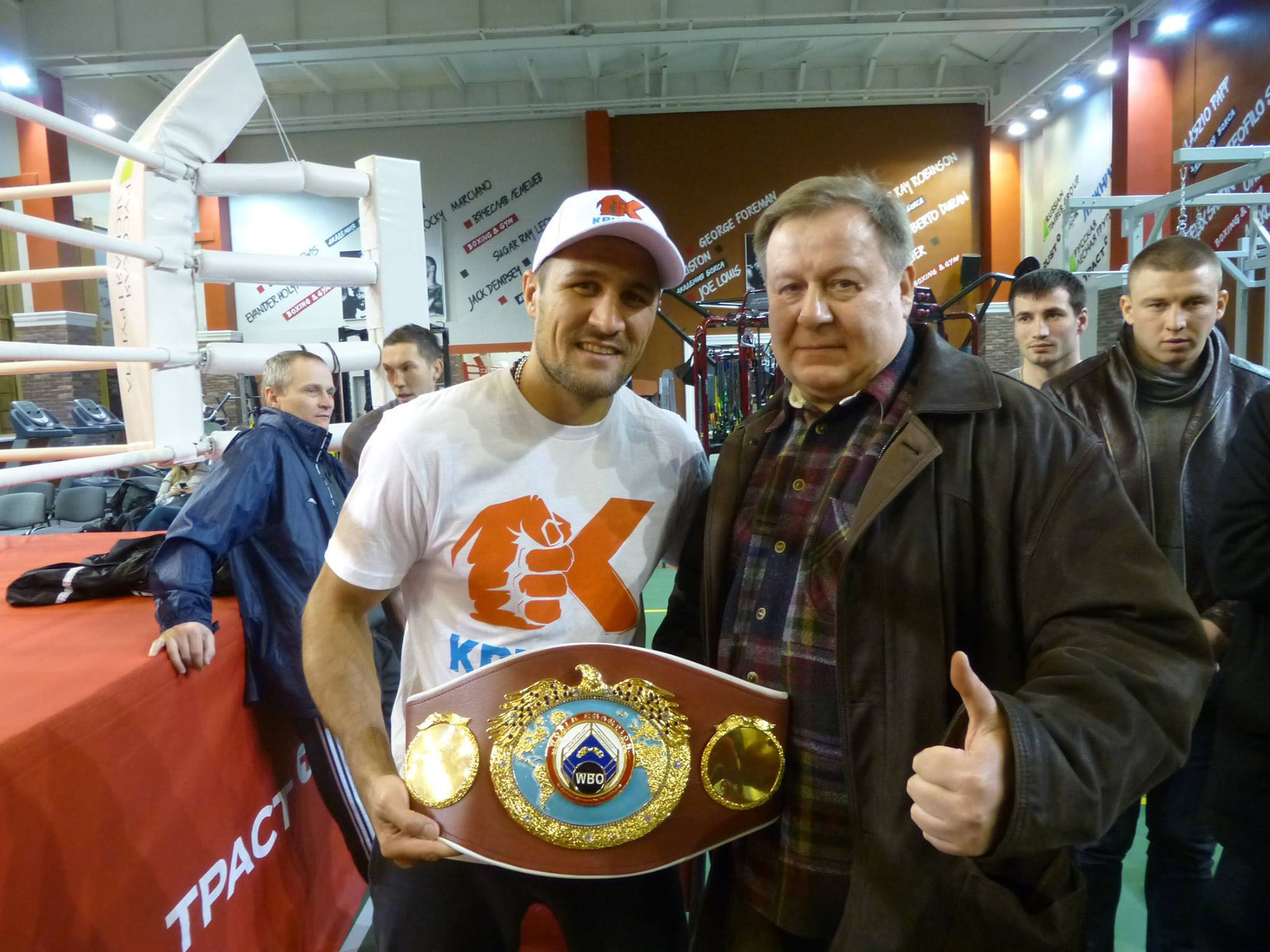
Сергей Ковалёв

Восьмого ноября 2014 г. в США состоялся бой между чемпионом мира по версиям IBF и WBA (Super) в полутяжелом весе 49-летним американцем Бернардом Хопкинсом и чемпионом мира по версии WBО в этом же весе 31-летним россиянином Сергеем Ковалёвым. Поединок начался в среднем темпе, боксеры присматривались друг к другу и нащупывали дистанцию, однако уже в первом раунде Ковалёв попал справа и отправил Хопкинса на настил ринга. Далее Сергей уверенно владел инициативой, хорошо двигался и бил с дистанции. Хопкинс же думал лишь о защите и изредка пытался атаковать. Первая половина боя прошла полностью под диктовку российского боксера, который контролировал ход боя, его темп и дистанцию.
Во второй половине поединка Сергей продолжал владеть преимуществом и потряс Хопкинса в восьмом раунде ударом справа. В заключительных раундах рисунок боя не поменялся, Сергей был активнее, контролировал ринг и был точнее. В заключительном отрезке времени Сергей был очень близок к досрочной победе, однако Хопкинсу удалось выстоять и закончить бой на ногах. Вердикт судей после двенадцати раундов: 120—107, 120—107 и 120—106.

#### Бой с Джо Смитом младшим
17 декабря 2016 года в США состоялся бой между легендой бокса, экс-чемпионом мира 51-летним американцем Бернардом Хопкинсом и Джо Смитом-младшим. Поединок проходил с небольшим преимуществом Смита, который тяжелее бил и выглядел активнее. В 8-м раунде Смит провёл серию ударов, после которых Хопкинс упал с ринга, вывалившись между канатами. Хопкинс не поднялся на ринг до окончания счёта рефери (в случае падения с ринга счёт ведётся до 20), поединок был остановлен и победа нокаутом присуждена Смиту. Хопкинс выражал крайнее недовольство таким решением, утверждая, что Смит вытолкнул его с ринга, а продолжать бой он не смог из-за повреждения лодыжки.

## Результаты боёв
В таблице перечислены результаты всех поединков боксёров.
В каждой строке указан результат поединка. Дополнительно номер поединка обозначен цветом, который обозначает итог поединка. Расшифровка обозначений и цветов представлена в нижеследующей таблице.
| Пример | Расшифровка                     |
| ------ | ------------------------------- |
|        | Победа                          |
|        | Ничья                           |
|        | Поражение                       |
|        | Планируемый поединок            |
|        | Поединок признан несостоявшимся |
| КО     | Нокаут                          |
| ТКО    | Технический нокаут              |
| PTS    | Решение судей (по очкам)        |
| UD     | Единогласное решение судей      |
| MD     | Решение большинства судей       |
| SD     | Раздельное решение судей        |
| RTD    | Отказ от продолжения боя        |
| DQ     | Дисквалификация                 |
| NC     | Поединок признан несостоявшимся |

| №  | Дата             | Возраст                    | Соперник                      | Вес         | Место                           | Результат            | Время/ Счет судей         | Статус                                                                                                  |
| -- | ---------------- | -------------------------- | ----------------------------- | ----------- | ------------------------------- | -------------------- | ------------------------- | --- |
| 67 | 17 декабря 2016  | 51 год 11 месяцев 2 дня    | Джо Смит-младший (22-1)       | Полутяжёлый | Форум, Инглвуд, Калифорния, США | Поражение TKO 8 (12) | 0:53                      | Бой за титул чемпиона по версии WBC International в полутяжёлом весе.                                   |
| 66 | 8 ноября 2014    | 49 лет 9 месяцев 23 дня    | Сергей Ковалёв (25-0)         | Полутяжёлый | Атлантик-Сити, США              | Поражение UD (12)    | 106-120, 107-120, 107-120 | Объединительный бой за титулы WBA Super, IBF и WBO в полутяжёлом весе. Хопкинс в нокдауне в 1-м раунде. |
| 65 | 19 апреля 2014   | 49 лет 3 месяца 4 дня      | Бейбут Шуменов (14-1)         | Полутяжёлый | Вашингтон, США                  | Победа SD (12)       | 116-111, 116-111, 113-114 | Объединительный бой за титулы WBA Super, IBF и IBA в полутяжёлом весе.                                  |
| 64 | 26 октября 2013  | 48 лет 9 месяцев 11 дней   | Каро Мурат (25-1-1)           | Полутяжёлый | Атлантик-Сити, США              | Победа UD (12)       | 119-108, 119—108, 117—110 | Чемпионский бой за титул IBF.                                                                           |
| 63 | 9 марта 2013     | 48 лет 1 месяц 25 дней     | Таворис Клауд (24-0)          | Полутяжёлый | Бруклин, Нью-Йорк, США          | Победа UD (12)       | 116-112, 117—111, 116—112 | Чемпионский бой за титул IBF.                                                                           |
| 62 | 28 апреля 2012   | 47 лет 3 месяца 13 дней    | Чед Доусон (30-1)             | Полутяжёлый | Атлантик-Сити, Нью-Джерси, США  | Поражение MD (12)    | 111-117, 114—114, 111—117 | Чемпионский бой за титулы WBC и The Ring.                                                               |
| 61 | 15 октября 2011  | 46 лет 9 месяцев           | Чед Доусон (30-1)             | Полутяжелый | Лос-Анджелес, Калифорния, США   | NC 2 (12)            | 2:48                      | Чемпионский бой за титулы WBC и The Ring.                                                               |
| 60 | 21 мая 2011      | 46 лет 4 месяца 6 дней     | Жан Паскаль (26-1-1)          | Полутяжелый | Монреаль, Квебек, Канада        | Победа UD (12)       | 116-112, 115—114, 115—113 | Чемпионский бой за титулы WBC, IBO, The Ring и вакантный бриллиантовый титул WBC.                       |
| 59 | 18 декабря 2010  | 45 лет 11 месяцев 3 дня    | Жан Паскаль (26-1)            | Полутяжелый | Квебек-Сити, Квебек, Канада     | Ничья MD (12)        | 113-113, 114—114, 114—112 | Чемпионский бой за титулы WBC, IBO, The Ring и бриллиантовый титул WBC.                                 |
| 58 | 3 апреля 2010    | 45 лет 2 месяца 19 дней    | Рой Джонс мл. (54-6)          | Полутяжёлый | Лас-Вегас, Невада, США          | Победа UD (12)       | 118-109, 117—110, 117—110 | |
| 57 | 2 декабря 2009   | 44 года 10 месяцев 18 дней | Энрике Орнелас (29-5)         | Полутяжёлый | Филадельфия, Пенсильвания, США  | Победа UD (12)       | 118-110, 119—109, 120—109 | |
| 56 | 18 октября 2008  | 43 года 9 месяцев 3 дня    | Келли Павлик (34-0)           | Полутяжёлый | Атлантик-Сити, Нью-Джерси, США  | Победа UD (12)       | 117-109, 119—106, 118—108 | |
| 55 | 19 апреля 2008   | 43 года 3 месяца 4 дня     | Джо Кальзаге (44-0)           | Полутяжёлый | Лас-Вегас, Невада, США          | Поражение SD (12)    | 112-115, 114—113, 111—116 | Бой за титул The Ring                                                                                   |
| 54 | 21 июля 2007     | 42 года 6 месяцев 6 дней   | Рональд «Винки» Райт (51-3-1) | Полутяжёлый | Лас-Вегас, Невада, США          | Победа UD (12)       | 116-112, 117—111, 117—111 | Бой за титул The Ring.                                                                                  |
| 53 | 10 июня 2006     | 41 год 4 месяца 26 дней    | Антонио Тарвер (24-3)         | Полутяжёлый | Атлантик-Сити, Нью-Джерси, США  | Победа UD (12)       | 118-109, 118—109, 118—109 | Чемпионский бой за титул IBO, The Ring и за титул NBA.                                                  |
| 52 | 3 декабря 2005   | 40 лет 10 месяцев 19 дней  | Джермэйн Тэйлор (24-0)        | Средний     | Лас-Вегас, Невада, США          | Поражение UD (12)    | 113-115, 113—115, 113—115 | Бой за титулы WBC, WBO, The Ring и «супертитул» WBA.                                                    |
| 51 | 16 июля 2005     | 40 лет 6 месяцев 1 день    | Джермэйн Тэйлор (23-0)        | Средний     | Лас-Вегас, Невада, США          | Поражение SD (12)    | 113-115, 116—112, 113—115 | Бой за титулы WBC, IBF, WBO, The Ring и «супертитул» WBA.                                               |
| 50 | 19 февраля 2005  | 40 лет 1 месяц 4 дня       | Ховард Истман (40-1)          | Средний     | Лос-Анджелес, Калифорния, США   | Победа UD (12)       | 119-110, 117—111, 116—112 | Бой за титулы WBC, IBF, WBO, The Ring и «супертитул» WBA.                                               |
| 49 | 18 сентября 2004 | 39 лет 8 месяцев 3 дня     | Оскар Де Ла Хойя (37-3)       | Средний     | Лас-Вегас, Невада, США          | Победа KO 9 (12)     | 1:38                      | Объединительный бой за титулы WBC, IBF, The Ring «супертитул» WBA и за титул WBO                        |
| 48 | 6 июня 2004      | 39 лет 4 месяца 22 дня     | Роберт Аллен (36-4)           | Средний     | , Лас-Вегас, Невада, США        | Победа UD (12)       | 119-107, 119—107, 117—109 | Чемпионский бой за титулы WBC, IBF, The Ring и «супертитул» WBA.                                        |
| 47 | 13 декабря 2003  | 38 лет 10 месяцев 29 дней  | Уильям Джоппи (34-2-1)        | Средний     | Атлантик-Сити, Нью-Джерси, США  | Победа UD (12)       | 119-109, 119—108, 118—109 | Чемпионский бой за титулы WBC, IBF, The Ring и «супертитул» WBA.                                        |
| 46 | 29 марта 2003    | 38 лет 2 месяца 14 дней    | Моррад Хаккар (31-3)          | Средний     | Филадельфия, Пенсильвания, США  | Победа RTD 8 (12)    | 3:00                      | Чемпионский бой за титулы WBC, IBF, The Ring и «супертитул» WBA.                                        |
| 45 | 2 февраля 2002   | 37 лет 18 дней             | Карл Дэниелс (47-3-1)         | Средний     | Рединг, Пенсильвания, США       | Победа RTD 10 (12)   | 3:00                      | Чемпионский бой за титулы WBC, IBF, The Ring и «супертитул» WBA.                                        |
| 44 | 29 сентября 2001 | 36 лет 8 месяцев 14 дней   | Феликс Тринидад (40-0)        | Средний     | Нью-Йорк, США                   | Победа TKO 12 (12)   | 1:18                      | Объединительный бой за титулы WBC, IBF, «супертитул» WBA и вакантный титул The Ring.                    |
| 43 | 14 апреля 2001   | 36 лет 2 месяца 30 дней    | Кит Холмс (36-2)              | Средний     | Нью-Йорк, США                   | Победа UD (12)       | 118-109, 117—110, 119—108 | Объединительный бой за титулы WBC и IBF                                                                 |
| 42 | 1 декабря 2000   | 35 лет 10 месяцев 17 дней  | Антуан Эколс (24-3-1)         | Средний     | Лас-Вегас, Невада, США          | Победа TKO 10 (12)   | 1:42                      | Чемпионский бой за титул IBF                                                                            |
| 41 | 13 мая 2000      | 35 лет 3 месяца 29 дней    | Сид Вандерпул (28-1)          | Средний     | Индианаполис, Индиана, США      | Победа UD (12)       | 118-110, 118—109, 116—112 | Чемпионский бой за титул IBF                                                                            |
| 40 | 12 декабря 1999  | 34 года 10 месяцев 28 дней | Антуан Эколс (22-2-1)         | Средний     | Майами, Флорида, США            | Победа UD (12)       | 119-109, 118—110, 118—110 | Чемпионский бой за титул IBF                                                                            |
| 39 | 6 февраля 1999   | 34 года 22 дня             | Роберт Аллен (23-2)           | Средний     | Вашингтон (округ Колумбия), США | Победа TKO 7 (12)    | 1:18                      | Чемпионский бой за титул IBF                                                                            |
| 38 | 28 августа 1998  | 33 года 7 месяцев 13 дней  | Роберт Аллен (22-2)           | Средний     | Лас-Вегас, Невада, США          | NC 4 (12)            | 2:57                      | Чемпионский бой за титул IBF                                                                            |
| 37 | 31 января 1998   | 33 года 16 дней            | Саймон Браун (47-6)           | Средний     | Атлантик-Сити, Нью-Джерси, США  | Победа TKO 6 (12)    | 1:00                      | Чемпионский бой за титул IBF                                                                            |
| 36 | 18 ноября 1997   | 32 года 10 месяцев 3 дня   | Эндрю Коунсил (27-5-3)        | Средний     | Аппер-Мальборо, Мэриленд, США   | Победа UD (12)       | 119-105, 118—106, 118—106 | Чемпионский бой за титул IBF                                                                            |
| 35 | 20 июля 1997     | 32 года 6 месяцев 5 дней   | Глен Джонсон (32-0)           | Средний     | Индио, Калифорния, США          | Победа TKO 11 (12)   | 1:23                      | Чемпионский бой за титул IBF                                                                            |
| 34 | 19 апреля 1997   | 32 года 3 месяца 4 дня     | Джон Дэвид Джексон (35-2)     | Средний     | Шревепорт, Луизиана, США        | Победа TKO 7 (12)    | 2:22                      | Чемпионский бой за титул IBF                                                                            |
| 33 | 16 июля 1996     | 31 год 6 месяцев 1 день    | Бо Джеймс (20-6-1)            | Средний     | Атлантик-Сити, Нью-Джерси, США  | Победа TKO 11 (12)   | 2:02                      | Чемпионский бой за титул IBF                                                                            |
| 32 | 16 марта 1996    | 31 год 2 месяца 1 день     | Джо Липси (25-0)              | Средний     | Лас-Вегас, Невада, США          | Победа KO 4 (12)     | 2:50                      | Чемпионский бой за титул IBF                                                                            |
| 31 | 27 января 1996   | 31 год 12 дней             | Стив Фрэнк (15-2-1)           | Средний     | Финикс, Аризона, США            | Победа TKO 1 (12)    | 0:24                      | Чемпионский бой за титул IBF                                                                            |
| 30 | 29 апреля 1995   | 30 лет 3 месяца 14 дней    | Сегундо Меркадо (18-2-1)      | Средний     | Лэндовер, Мэриленд, США         | Победа TKO 7 (12)    | 1:10                      | Чемпионский бой за вакантный титул IBF                                                                  |
| 29 | 17 декабря 1994  | 29 лет 11 месяцев 2 дня    | Сегундо Меркадо (18-2)        | Средний     | Кито, Эквадор                   | Ничья PTS (12)       | 114-111, 113—113, 114—116 | Чемпионский бой за вакантный титул IBF                                                                  |
| 28 | 17 мая 1994      | 29 лет 4 месяца 2 дня      | Лупе Акино (46-6-2)           | Средний     | Атлантик-Сити, Нью-Джерси, США  | Победа UD (12)       | 120-108, 120—108, 120—108 | Чемпионский бой за титул USBA                                                                           |
| 27 | 26 февраля 1994  | 29 лет 1 месяц 11 дней     | Мелвин Уинн (15-17-1)         | Средний     | Атлантик-Сити, Нью-Джерси, США  | Победа TKO 3 (10)    | 0:48                      | |
| 26 | 23 ноября 1993   | 28 лет 10 месяцев 8 дней   | Вендалл Холл (15-1)           | Средний     | Филадельфия, Пенсильвания, США  | Победа TKO 3 (12)    | 0:28                      | Чемпионский бой за титул USBA                                                                           |
| 25 | 3 августа 1993   | 28 лет 6 месяцев 19 дней   | Рой Ритчи (14-0-3)            | Средний     | Лас-Вегас, Невада, США          | Победа TKO 7 (12)    | 1:41                      | Чемпионский бой за титул USBA                                                                           |
| 24 | 22 мая 1993      | 28 лет 4 месяца 7 дней     | Рой Джонс мл. (21-0)          | Средний     | Вашингтон (округ Колумбия), США | Поражение UD (12)    | 112-116, 112—116, 112—116 | Чемпионский бой за вакантный титул IBF                                                                  |
| 23 | 16 февраля 1993  | 28 лет 1 месяц 1 день      | Джилберт Бептист (26-14)      | Средний     | Денвер, Колорадо, США           | Победа UD (12)       | 117-110, 117—110, 115—112 | Чемпионский бой за титул USBA                                                                           |
| 22 | 4 декабря 1992   | 27 лет 10 месяцев 20 дней  | Уэйн Пауэлл (20-3-2)          | Средний     | Атлантик-Сити, Нью-Джерси, США  | Победа TKO 1 (12)    | 0:21                      | Чемпионский бой за вакантный титул USBA                                                                 |
| 21 | 14 сентября 1992 | 27 лет 7 месяцев 30 дней   | Эрик Ринхарт (12-14-1)        |             | Филадельфия, Пенсильвания, США  | Победа KO 1 (10)     | 1:47                      | |
| 20 | 28 августа 1992  | 27 лет 7 месяцев 13 дней   | Джеймс Стоукс (13-4)          |             | Атлантик-Сити, Нью-Джерси, США  | Победа KO 1          | 1:44                      | |
| 19 | 21 мая 1992      | 27 лет 4 месяца 6 дней     | Энибал Миранда (8-8-1)        |             | Париж, Франция                  | Победа PTS (10)      |                           | |
| 18 | 3 апреля 1992    | 27 лет 2 месяца 19 дней    | Рэнди Смит (24-23-1)          |             | Атлантик-Сити, Нью-Джерси, США  | Победа UD (10)       | 100-90, 100-90, 100-90    | |
| 17 | 31 января 1992   | 27 лет 16 дней             | Деннис Милтон (16-3-1)        |             | Филадельфия, Пенсильвания, США  | Победа TKO 4 (10)    | 3:00                      | |
| 16 | 13 декабря 1991  | 26 лет 10 месяцев 29 дней  | Уилли Кемп (13-7)             |             | Атлантик-Сити, Нью-Джерси, США  | Победа UD (10)       |                           | |
| 15 | 26 ноября 1991   | 26 лет 10 месяцев 11 дней  | Дэвид МакКласки (10-22-2)     |             | Филадельфия, Пенсильвания, США  | Победа TKO 7 (10)    |                           | |
| 14 | 23 сентября 1991 | 26 лет 8 месяцев 8 дней    | Ральф Монкриф (25-15)         |             | Филадельфия, Пенсильвания, США  | Победа TKO 1 (10)    | 1:28                      | |
| 13 | 9 июля 1991      | 26 лет 5 месяцев 25 дней   | Дэнни Митчелл (7-16-1)        | 2-й средний | Филадельфия, Пенсильвания, США  | Победа KO 1 (8)      |                           | |
| 12 | 20 июня 1991     | 26 лет 5 месяцев 5 дней    | Педро Маркес (4-3)            |             | Парсиппани, Нью-Джерси, США     | Победа TKO 1         | 0:56                      | |
| 11 | 18 марта 1991    | 26 лет 2 месяца 3 дня      | Стив Лэндли (13-12-1)         |             | Лас-Вегас, Невада, США          | Победа TKO 3 (6)     | 1:10                      | |
| 10 | 26 февраля 1991  | 26 лет 1 месяц 11 дней     | Ричард Куилес (4-8)           |             | Филадельфия, Пенсильвания, США  | Победа KO 1          |                           | |
| 9  | 17 ноября 1990   | 25 лет 10 месяцев 2 дня    | Майк Сэпп (1-9-1)             | Средний     | Форт-Майерс, Флорида, США       | Победа TKO 1         |                           | |
| 8  | 20 октября 1990  | 25 лет 9 месяцев 5 дней    | Дэррин Оливер (1-3)           |             | Атлантик-Сити, Нью-Джерси, США  | Победа TKO 1         |                           | |
| 7  | 5 августа 1990   | 25 лет 6 месяцев 21 день   | Перси Харрис (8-0)            |             | Атлантик-Сити, Нью-Джерси, США  | Победа UD (6)        |                           | |
| 6  | 30 июня 1990     | 25 дней 5 месяцев 15 дней  | Халиф Шабазз (10-11)          | Средний     | Атлантик-Сити, Нью-Джерси, США  | Победа KO 2          | 0:36                      | |
| 5  | 31 мая 1990      | 25 лет 4 месяца 16 дней    | Джовин Меркадо (1-1)          | 2-й средний | Рочестер (Нью-Йорк), США        | Победа TKO 2         | 0:43                      | |
| 4  | 18 мая 1990      | 25 лет 4 месяца 3 дня      | Эдди Тайлер (7-8)             |             | Атлантик-Сити, Нью-Джерси, США  | Победа TKO 1         |                           | |
| 3  | 26 апреля 1990   | 25 лет 3 месяца 11 дней    | Кит Грэй                      |             | Атлантик-Сити, Нью-Джерси, США  | Победа TKO 1         |                           | |
| 2  | 22 февраля 1990  | 25 лет 1 месяц 7 дней      | Грег Пэйдж (1-1)              |             | Атлантик-Сити, Нью-Джерси, США  | Победа UD (4)        |                           | |
| 1  | 11 октября 1988  | 23 года 8 месяцев 27 дней  | Клинтон Митчелл               | Полутяжелый | Филадельфия, Пенсильвания, США  | Поражение MD (4)     | 38-39, 37-39, 38-38       | Профессиональный дебют                                                                                  |
| №  | Дата             | Возраст                    | Соперник                      | Вес         | Место                           | Результат            | Время/ Счет судей         | Статус                                                                                                  |